# Sacca di Falaise
La Sacca di Falaise è la denominazione con cui viene indicata un'area compresa tra le quattro città di Trun, Argentan, Vimoutiers e Chambois nei pressi di Falaise, dove nell'agosto 1944 fu combattuta la fase finale della battaglia di Normandia durante la seconda guerra mondiale. Gli Alleati cercarono di circondare e distruggere la 7ª Armata e la 5ª Armata corazzata tedesche, che si trovavano in situazione precaria dopo lo sfondamento americano di Avranches e il fallimento del contrattacco di Mortain.
I combattimenti, violenti e sanguinosi, terminarono con gravi perdite per le truppe tedesche, che riuscirono a fuggire dalla trappola sotto i continui attacchi delle forze alleate supportate dalle loro potenti forze aeree. A causa di alcuni errori tattici e dell'abilità dei Comandi tedeschi, oltre alla strenua resistenza dei reparti germanici, gli Alleati non riuscirono ad accerchiare e a distruggere le forze nemiche presenti in Normandia. Buona parte delle unità tedesche riuscì a ritirarsi verso la Senna dopo aver perso la maggior parte delle armi e degli equipaggiamenti pesanti.

## Il fronte di Normandia

### Operazione Cobra e contrattacco di Mortain
Dopo quasi due mesi di aspri combattimenti sul fronte di Normandia tra il corpo di spedizione alleato sbarcato in Francia a partire dal 6 giugno 1944 e l'esercito tedesco schierato sul fronte occidentale, il 31 luglio 1944 nella fase culminante dell'operazione Cobra, la 4ª Divisione corazzata statunitense aveva conquistato Avranches e il giorno seguente, dopo aver occupato di sorpresa il ponte di Pontaubault sul fiume Sélune, aveva fatto irruzione a sud della penisola del Cotentin. Questo brillante successo aveva aperto la strada all'intera 3ª Armata americana dell'aggressivo generale George Smith Patton, che aveva potuto iniziare una rapidissima avanzata in Bretagna e verso la Loira quasi senza incontrare opposizione.

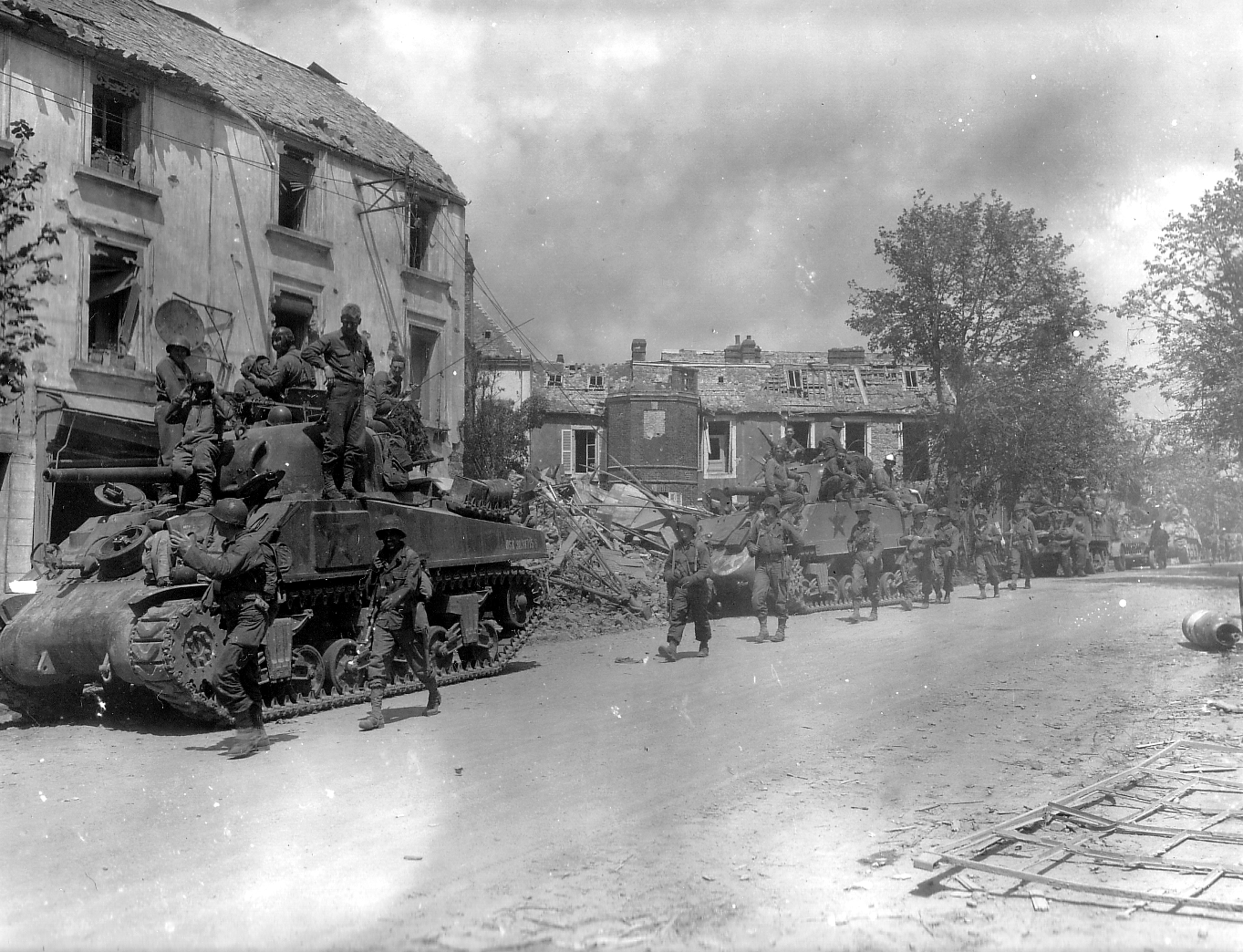
Mezzi corazzati della 4ª Divisione corazzata statunitense entrano a Coutances durante l'operazione Cobra

Nonostante gli sviluppi disastrosi della battaglia in Normandia, Adolf Hitler durante la notte del 31 luglio manifestò ancora ottimismo; egli riteneva di poter infliggere una pesante sconfitta agli americani, ritenuti soldati di mediocre combattività, e di poter isolare le truppe del "generale cowboy" Patton che si erano arrischiate in Bretagna apparentemente esponendo i fianchi e le retrovie. Il 2 agosto il generale Walter Warlimont si presentò al posto di comando del feldmaresciallo Günther von Kluge, comandante supremo dell'ovest, per comunicare che il Führer non autorizzava una ritirata strategica e ordinava invece di sferrare una controffensiva decisiva verso Mortain e Avranches impiegando la maggior parte delle unità corazzate disponibili, che sarebbero state assegnate alla 7ª Armata del generale Paul Hausser.. Il feldmaresciallo von Kluge non credeva nella possibilità di successo di questo piano, la cosiddetta operazione Lüttich, ma egli, intimorito dai sospetti che gravavano su di lui per la sua condotta equivoca dopo l'attentato del 20 luglio, decise di obbedire e richiese, prima di un peggioramento irreversibile della situazione dell'esercito tedesco al fronte, di iniziare al più presto la controffensiva.
In effetti le forze alleate erano all'attacco in tutti i settori del fronte in Normandia; mentre il generale Patton lanciava le sue colonne corazzate contemporaneamente verso Brest, Nantes e Le Mans, il generale Omar Bradley, comandante dal 1º agosto del XII gruppo d'armate che controllava tutte le forze terrestri americane, aveva ordinato alla 1ª Armata, passata sotto la guida del generale Courtney Hodges, di allargare il corridoio di sfondamento. Le truppe statunitensi del VII corpo d'armata del generale Lawton J. Collins, del V corpo d'armata del generale Leonard Gerow e del XIX corpo d'armata del generale Charles H. Corlett conquistarono nella prima settimana di agosto, dopo aspri scontri, le città di Vire, Mortain e Saint-Hilaire-du-Harcouët. Inoltre nel settore orientale i britannici avevano sferrato dal 30 luglio l'operazione Bluecoat che, pur non raggiungendo grandi risultati, stava impegnando le forze della 5. Panzerarmee del generale Heinrich Eberbach.

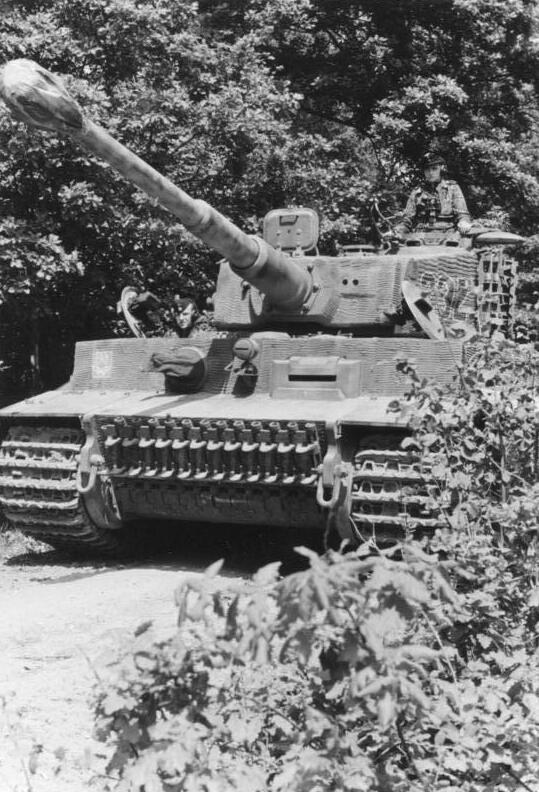
Un carro Panzer VI Tiger I del Schwere SS-Panzerabteilung 101 durante la battaglia di Normandia

Di conseguenza non fu possibile completare il concentramento di forze corazzate previsto dai piani di Hitler; il feldmaresciallo von Kluge poté raggruppare solo quattro Panzer-Division, dato che la 9. Panzer-Division in trasferimento dalla Francia meridionale era ancora in ritardo e che le due Panzer-Division del 2° Panzer-Korps SS dovettero essere trattenute nel settore orientale per fronteggiare i britannici. In realtà il Führer e anche il generale Alfred Jodl avrebbero preferito attendere ancora prima di passare all'attacco, per avere tempo di concentrare un maggior numero di carri armati, ma il feldmaresciallo von Kluge riferì che non era possibile aspettare; le sue forze corazzate, nascoste nelle foreste, rischiavano di essere scoperte e inoltre gli americani del generale Patton stavano mettendo in pericolo le retrovie tedesche. L'attacco venne affidato al generale Hans von Funck, comandante del 47° Panzer-Korps, nonostante il disaccordo di Hitler, che avrebbe preferito che fosse guidato dall'energico generale Eberbach.
L'operazione Lüttich, sferrata da tre Panzer-Division in prima linea e una quarta divisione corazzata di riserva, cui però rimanevano poco più di 150 carri armati in totale, ebbe inizio nella notte del 7 agosto 1944 e, favorito dalla sorpresa dalla nebbia mattutina che protesse inizialmente le colonne tedesche dagli attacchi aerei alleati, ottenne qualche successo iniziale e Mortain venne raggiunta e conquistata dalla 2. SS-Panzer-Division "Das Reich". Tuttavia già nel pomeriggio l'avanzata tedesca fu fermata dall'accanita resistenza delle truppe americane, dagli attacchi aerei alleati e dall'intervento delle riserve alleate. Il feldmaresciallo von Kluge riteneva che l'operazione fosse ormai fallita e che fosse opportuno rinunciare ed organizzare una ritirata metodica dell'intero esercito tedesco all'ovest, ma Hitler al contrario criticò l'operato del feldmaresciallo e decise che l'attacco sarebbe ripreso al più presto con il concorso di altre Panzer-Division, che sarebbero state ritirate dal fronte di Caen, e sarebbe stato guidato questa volta dal generale Eberbach.
Nonostante l'insuccesso del 7 agosto, Hitler rimaneva ottimista e la sua determinazione a continuare la controffensiva venne rafforzata dalle notizie dell'8 agosto provenienti dal settore orientale della testa di ponte di Normandia, dove era iniziato il nuovo grande attacco anglo-canadese a sud di Caen, l'operazione Totalize. Le truppe meccanizzate canadesi della 1ª Armata del generale Harry Crerar, nonostante la grande superiorità di mezzi, il sostegno aereo ed una meticolosa preparazione, incapparono, dopo un'avanzata iniziale nella notte, nell'aspra resistenza dei kampfgruppen della 12. SS-Panzer-Division "Hitlerjugend" del generale Kurt Meyer. Le due divisioni corazzate alleate tenute pronte per l'atteso sfondamento, la 4ª Divisione corazzata canadese e la 1ª Divisione corazzata polacca, si dimostrarono inesperte, vennero bombardate per errore dagli aerei alleati e subirono forti perdite contro gli ultimi carri armati e cacciacarri dei giovani veterani della divisione corazzata "Hitlerjugend". L'avanzata si arrestò oltre dieci chilometri a nord di Falaise.

### Decisioni alleate

Da sinistra: il generale Omar Bradley, il generale Bernard Montgomery e il generale Miles Dempsey

Le notizie del successo difensivo nel settore di Falaise convinsero Hitler e l'alto comando tedesco che ci fosse ancora tempo a disposizione per continuare la controffensiva nel settore di Mortain e chiudere il corridoio di Avranches; il generale Eberbach, quindi, ricevette l'ordine il 9 agosto di cedere la guida della 5. Panzerarmee al generale delle SS Josef Dietrich e di prendere il comando di un nuovo Panzergruppe Eberbach che avrebbe concentrato tutte le Panzer-Division disponibili nel settore occidentale del fronte; l'attacco doveva riprendere entro l'11 agosto. Il generale Eberbach e il feldmaresciallo von Kluge criticarono questo nuovo piano; essi ritenevano che le forze corazzate presenti, non più di 124 carri armati, non fossero sufficienti e che fino al 20 agosto non fosse possibile attaccare. Inoltre ben presto divenne chiaro che la situazione complessiva dell'esercito tedesco in Normandia si stava deteriorando in modo catastrofico e che l'avanzata americana rischiava di tagliare fuori l'intero Gruppo d'armate B.

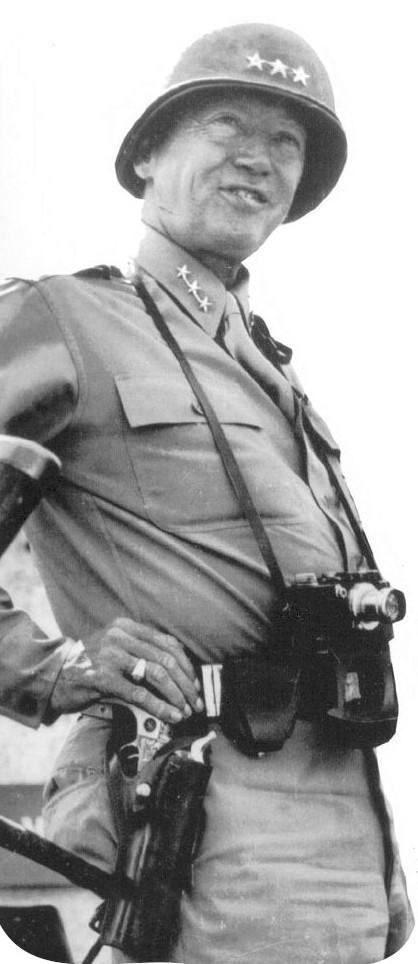
Il generale George Smith Patton

Il comando supremo alleato, infatti, non si era lasciato impressionare dal contrattacco tedesco del 7 agosto e, nonostante qualche difficoltà tattica locale e il nervosismo di alcuni generali, si era ritenuto che la situazione nel settore di Avranches fosse controllabile e che quindi il generale Patton potesse continuare la sua audace avanzata in Bretagna e verso la Loira. Il generale Dwight Eisenhower, comandante supremo alleato, apprese che erano disponibili forze aeree da trasporto sufficienti ad assicurare il rifornimento delle truppe della 3ª Armata in caso di emergenza, anche se fossero state temporaneamente isolate da un'avanzata tedesca fino ad Avranches. Gli sviluppi complessivi della situazione e il fallimento del contrattacco tedesco a Mortain resero inoltre ancor più favorevole la posizione delle armate alleate; era possibile organizzare una vasta manovra di accerchiamento da nord e da sud per tagliare fuori e distruggere tutte le forze nemiche del Gruppo d'armate B che non davano ancora segno di voler ripiegare.
L'8 agosto il generale Omar Bradley e il generale Eisenhower stabilirono il piano definitivo per chiudere la sacca tra Falaise e Argentan. Il comandante del XII gruppo d'armate era fiducioso e parlò di "occasione che si presenta una volta ogni secolo ... distruggere un intero esercito tedesco". Il generale Bernard Montgomery, comandante del XXI gruppo d'armate britannico e coordinatore di tutte le truppe terrestri alleate, avrebbe preferito un accerchiamento a più lungo raggio a ovest della Senna, ma alla fine approvò il piano. Il generale George Patton, quindi, ricevette l'ordine di trascurare l'avanzata in Bretagna, che in origine era stato l'obiettivo principale della 3ª Armata, e di deviare invece con le sue forze mobili principali prima verso est e quindi verso nord fino a raggiungere Alençon, Carrouges e Sée, dove le sue truppe si sarebbero congiunte con le forze canadesi della 1ª Armata del generale Crerar che avrebbero ripreso l'offensiva dopo il fallimento dell'operazione Totalize e sarebbero discese da Falaise fino ad Argentan.
Il generale Montgomery stabilì personalmente i limiti della linea di avanzata assegnata alle forze del generale Patton provenienti da sud; il generale britannico ritenne che i canadesi avrebbero avuto minori difficoltà ad avanzare e che sarebbero arrivati per primi ad Argentan. La direttiva n. 518 del generale Montgomery, diramata l'11 agosto, prevedeva inoltre che le forze della 1ª Armata americana del generale Hodges e della 2ª Armata britannica del generale Dempsey avrebbero dovuto premere contro i lati della sacca per agganciare le truppe tedesche e impedirne la ritirata; il generale britannico ipotizzava anche che, in caso di non completo successo della manovra tra Falaise e Argentan, doveva essere prevista anche una seconda operazione di accerchiamento a largo raggio lungo la riva sinistra della Senna.

## La battaglia

### Avanzata statunitense da sud

#### Da Alençon ad Argentan
La 3ª Armata statunitense, al momento della decisione dello SHAEF di organizzare una manovra di accerchiamento generale, aveva i suoi reparti ampiamente sparpagliati dalla Bretagna, a Brest e Lorient, e la Loira tra Nantes e Angers. Nonostante questa dislocazione su oltre 400 chilometri di ampiezza, il generale Patton fu in grado di cambiare rapidamente le direttrici dell'avanzata e di iniziare subito la manovra da sud verso nord. Mentre solo l'VIII corpo d'armata del generale Troy H. Middleton rimaneva impegnato nella penisola bretone, il XII corpo del generale Gilbert R. Cook avrebbe proseguito verso est in direzione della Senna e il XX corpo del generale Walton Walker, schierato sul fianco sinistro, avrebbe mantenuto i collegamenti con la 1ª Armata americana del generale Courtney Hodges a Domfront. Il XV corpo d'armata americano del generale Wade H. Haislip, con due divisioni corazzate e due divisioni di fanteria, avrebbe invece costituito il reparto di punta delle forze alleate sul lato sud della sacca.

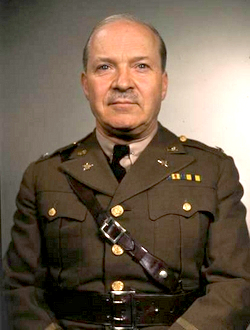
Il generale Wade H. Haislip, comandante del XV corpo d'armata americano

Il 10 agosto 1944 il generale Haislip ricevette l'ordine di muovere rapidamente verso nord attraverso un terreno caratterizzato da vasti pascoli e fitte foreste. Tra Saint-Marceau e Bonnétable i tedeschi, allarmati dalle confuse notizie sull'avanzata americana, stavano raggruppando un precario schieramento per fronteggiare la minaccia da sud; erano presenti, sotto il controllo dell'LXXXI corpo d'armata, i reparti della 9. Panzer-Division del generale Erwin Jolasse, appena arrivata da Nîmes, della debole 709ª Divisione e i resti della Panzer-Lehr-Division. Il generale Eberbach, sempre più allarmato, si recò l'11 agosto al quartier generale del LXXXI corpo d'armata, a nord-est di Alençon, dove incontrò il feldmaresciallo von Kluge e il generale Hausser; i tre alti ufficiali compresero che la situazione delle forze tedesche era sempre più critica, perché nell'area cadevano già i colpi dell'artiglieria nemica.
Il generale Haislip organizzò due raggruppamenti per avanzare verso nord: a sinistra si trovava la 2ª Divisione blindata francese che, guidata dal generale Philippe Leclerc, era sbarcata in Normandia il 3 agosto, costituiva l'elemento di punta in direzione di Carrouges ed era seguita dalla 90ª Divisione fanteria americana; sulla destra era schierata la 5ª Divisione corazzata statunitense, che avanzava verso Sée con in secondo scaglione la 79ª Divisione fanteria. Il 12 agosto 1944 i carri della 2ª Divisione blindata francese entrarono di sorpresa ad Alençon; quindi la divisione corazzata francese proseguì attraverso la foresta di Écouves, dove sconfisse le forze corazzate della 9. Panzer-Division che, colte di sorpresa, furono in buona parte distrutte. La 2ª Divisione blindata inflisse una dura sconfitta alla 9. Panzer-Division, che dovette ripiegare a nord dopo aver perso la maggior parte dei suoi mezzi in una serie di scontri improvvisi contro i groupement tactique del tenente colonnello Louis Dio e del colonnello Paul de Langlade. I francesi proseguirono ancora, nonostante alcune difficoltà e vivaci contrasti con le forze corazzate americane della 5ª Divisione corazzata per la priorità nell'utilizzo delle vie di comunicazione attraverso la foresta di Écouves.

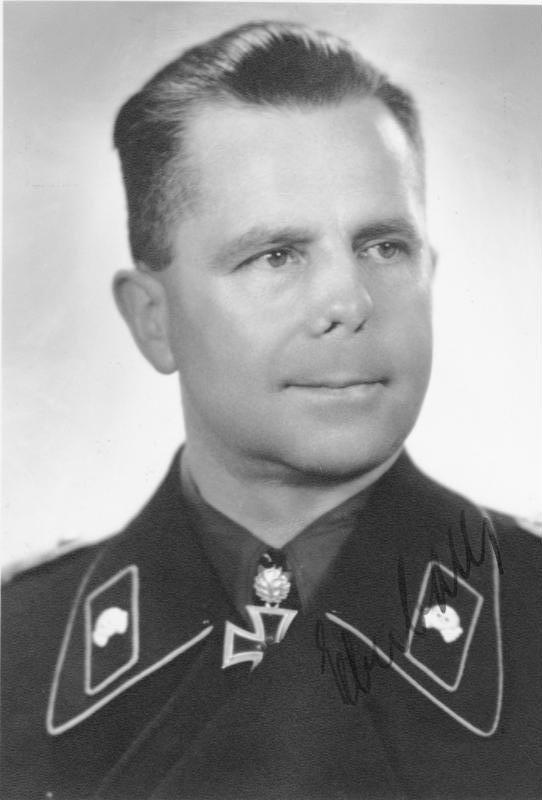
Il generale tedesco Heinrich Eberbach

In questa regione stavano contemporaneamente affluendo numerose formazioni corazzate tedesche. L'11 agosto il feldmaresciallo von Kluge, estremamente preoccupato, aveva proposto a Hitler un radicale cambiamento di piani per cercare di fronteggiare una situazione sempre più disastrosa; per evitare un accerchiamento generale, il comandante in capo intendeva rinunciare a riprendere il contrattacco a Mortain e raggruppare tre divisioni corazzate del Panzergruppe Eberbach, che sarebbero state trasferite subito a est per contrattaccare sul fianco il XV corpo d'armata americano.

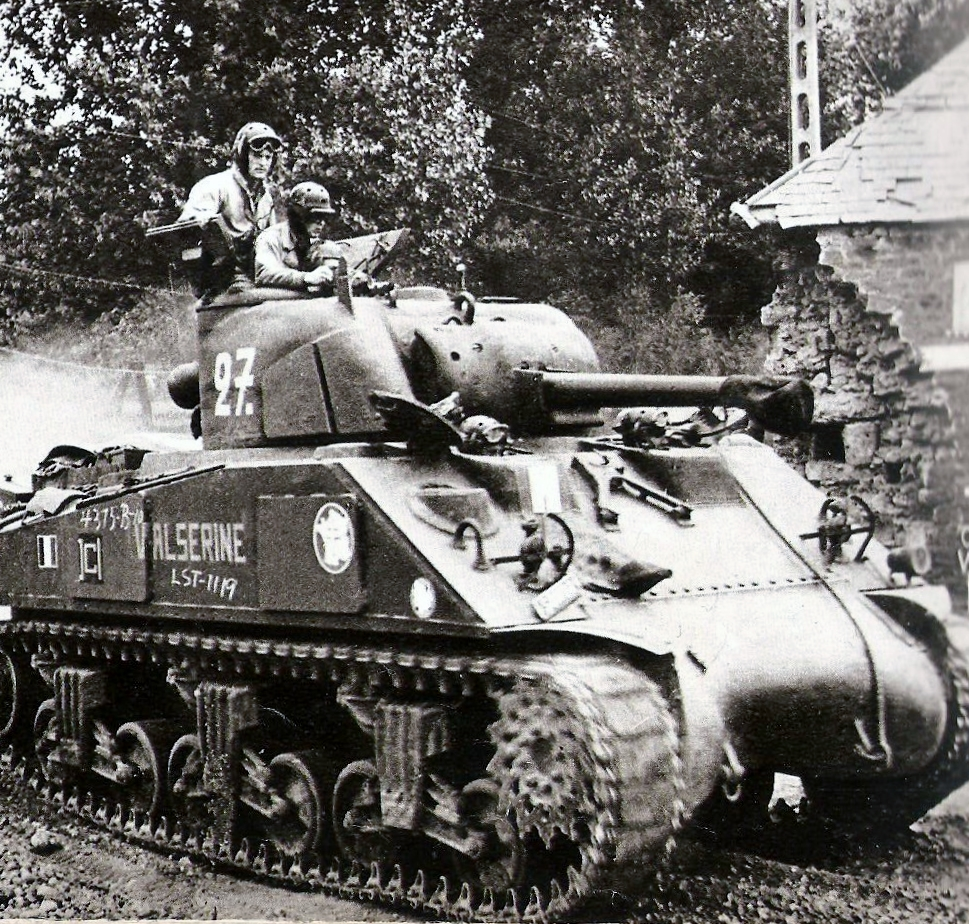
Carro M4 Sherman della 2e division blindée francese durante l'avanzata verso Alençon e Argentan

Hitler avrebbe preferito organizzare un piano più ambizioso con un attacco verso sud-est in direzione di Le Mans, ma poi diede il suo consenso al feldmaresciallo von Kluge e quindi nella notte del 12 agosto la 2. Panzer-Division, la 1. SS-Panzer-Division "Leibstandarte SS Adolf Hitler" e la 116. Panzer-Division iniziarono a muovere dal saliente di Mortain verso est. Era previsto di contrattaccare da Carrouges verso Sées tra il 14 e il 15 agosto; il generale Heinrich Eberbach avrebbe guidato le forze corazzate. Le divisioni corazzate in realtà erano gravemente indebolite, con gli equipaggi esausti e pochissimi carri armati disponibili; la 1. SS "Leibstandarte Adolf Hitler" aveva ancora 30 mezzi corazzati, la 116. Panzer-Division solo 15 e la 2. Panzer-Division altri 25-30, si contava di impiegare anche la 9. Panzer-Division che era già sul posto e la 10. SS-Panzer-Division "Frundsberg" stazionata a Domfront.
Questo disperato contrattacco non ebbe mai inizio; la 9. Panzer-Division del colonnello Sperling era già stata quasi distrutta dai blindati francesi del generale Leclerc nella foresta di Écouves il 12 agosto, la 10. SS "Frundsberg" non poté muoversi per mancanza di carburante; il generale Eberbach quindi, invece di sferrare un potente contrattacco, dovette impiegare le sue forze in emergenza non appena arrivavano per bloccare la pericolosa avanzata l'alleata da sud. La 116. Panzer-Division del colonnello Müller difese Argentan dagli attacchi della 5ª Divisione corazzata americana, la 1. SS "Leibstandarte Adolf Hitler" del generale Theodor Wisch si schierò difensivamente tra Carrouges e La Ferté-Macé, la 2. Panzer-Division del generale Heinrich von Lüttwitz raggiunse la foresta di Écouves e dovette combattere aspramente per contrastare la 2ª Divisione blindata francese vicino a Ecouché.
Il 13 agosto la divisione corazzata francese fu impegnata in scontri confusi nella foresta di Écouves; il posto di comando del generale Leclerc venne attaccato da alcuni panzer che furono distrutti a distanza ravvicinata dai carri Sherman; nella foresta rischiò di essere catturato il generale von Lüttwitz, comandante della 2. Panzer-Division. A Carrouges i blindati francesi del grupemente tactique del colonnello de Langlade respinsero i mezzi corazzati della 2. Panzer-Division e della 1. SS "Leibstandarte Adolf Hitler", mentre a Ecouché altri reparti del generale Leclerc, al comando del colonnello Pierre Billotte, ebbero la meglio contro un'unità meccanizzata della 116. Panzer-Division ed entrarono nella città. Fallì invece nel pomeriggio del 13 agosto una incursione dei reparti esploranti francesi del tenente colonnello Nicolas Roumiantsoff direttamente su Argentan; la 116. Panzer-Division era stata rinforzata con carri armati e cannoni contraerei da 88 mm e l'avanguardia della 2e division blindée, dopo aver raggiunto in un primo momento il centro di Argentan, dovette ripiegare a sud della città. Il fronte tedesco nel settore di Argentan si stava consolidando; l'artiglieria era in posizione a nord della città mentre la 116. Panzer-Division era stata raggiunta anche da elementi della 2. SS-Panzer-Division "Das Reich".

#### Arresto dell'avanzata da sud

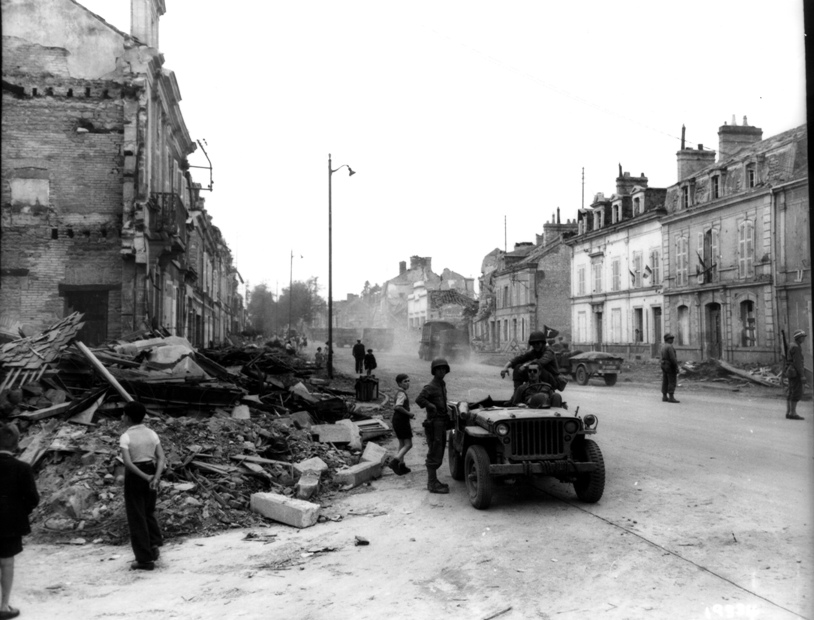
Soldati americani ad Alençon.

Contemporaneamente il mattino del 13 agosto non ebbero successo neppure i primi tentativi della 5ª Divisione corazzata americana del generale Lunsford E. Oliver di entrare ad Argentan da sud-ovest. Il 12 agosto si era verificato un acceso contrasto tra le truppe di un Combat Command della divisione e reparti francesi della 2e division blindée che avevano occupato la strada N 138 ad est della foresta di Écouves assegnata in teoria agli americani. La 5ª Divisione corazzata dovette rimanere ferma per sei ore a Mortrée. Nonostante queste difficoltà al mattino del 13 agosto il generale Patton aveva autorizzato il generale Haislip a continuare ad avanzare a nord di Argentan. Nella notte precedente il generale Patton aveva telefonato al generale Bradley parlando in termini sarcastici sulla possibilità di anticipare i britannici e "ricacciarli in mare in una seconda Dunkerque".
In realtà il generale Bradley aveva già preso altre decisioni; conformandosi ai piani stabiliti in precedenza, egli ritenne che fosse preferibile fermare l'offensiva del generale Haislip sulle posizioni raggiunte alla periferia di Argentan e attendere l'arrivo dei canadesi da nord. Il comandante del XII gruppo d'armate ordinò quindi energicamente al generale Patton di arrestare gli attacchi del XV corpo d'armata mentre il generale Eisenhower, presente al quartier generale americano, approvò le decisioni. Il comandante della 3ª Armata quindi sospese senza protestare la marcia verso nord e iniziò a ritirare una parte delle sue forze. La 5ª Divisione corazzata e la 79ª Divisione di fanteria americane abbandonarono la prima linea ed iniziarono ad avanzare verso est in direzione della Senna. I generali Bradley e Eisenhower hanno affermato che ritennero che un'ulteriore avanzata da sud fosse difficile a causa degli ingorghi del traffico delle colonne, del rischio di bombardamenti per errore da parte delle altre truppe alleate provenienti da nord; inoltre le difese tedesche si stavano rafforzando e il generale Bradley pensava che non sarebbe stato agevole continuare l'avanzata. È possibile infine che i generali alleati abbiano ritenuto più vantaggioso cercare di chiudere una vasta manovra di accerchiamento lungo la Senna piuttosto che completare subito un accerchiamento limitato tra Falaise e Argentan.

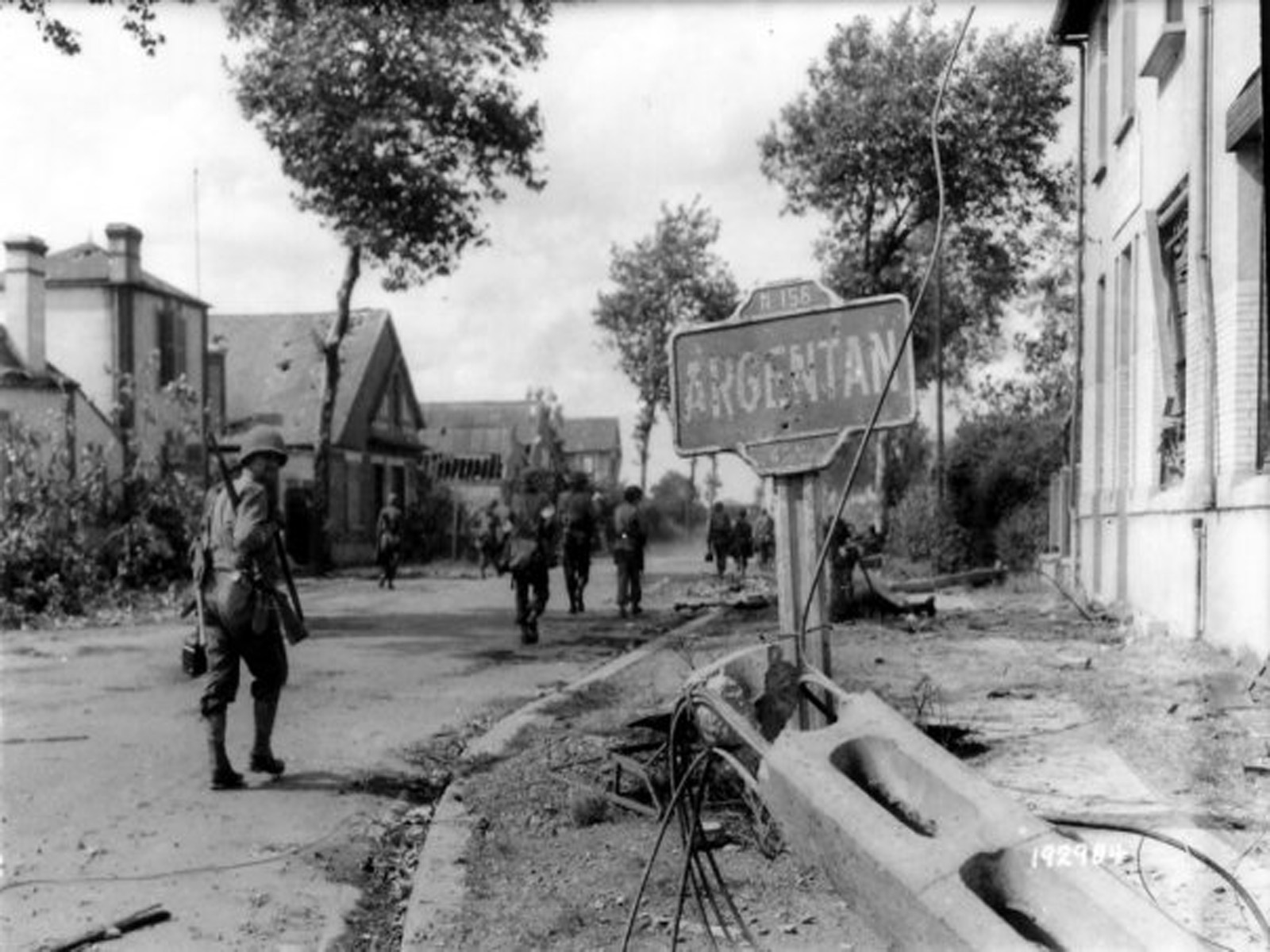
Truppe americane ad Argentan.

Il 14 agosto il generale Patton si incontrò con il generale Bradley; i due alti ufficiali concordarono un nuovo piano di operazioni dopo la decisione di arrestare l'avanzata a nord di Argentan. Mentre tre divisioni del XV corpo del generale Haislip, la 2e division blindée francese, la 90ª e la 80ª Divisione fanteria, sarebbero rimaste ferme sul posto, le altre forze della 3ª Armata si sarebbero subito spostate a ovest; il XV corpo verso Dreux, il XX corpo del generale Walker verso Chartres, il XII corpo del generale Cook verso Orléans. Le truppe meccanizzate americane avanzarono subito a grande velocità incontrando scarsa opposizione.
Nel frattempo la situazione delle forze tedesche del Gruppo d'armate B stava diventando sempre più disastrosa, nonostante i ripetuti ordini di Hitler affinché fosse sferrato il previsto contrattacco ad Alençon in preparazione di una successiva manovra di nuovo su Avranches, il generale Eberbach non era assolutamente in grado di eseguire queste disposizioni irrealistiche. I resti delle Panzer-Division del Panzergruppe Eberbach, ridotte a poche decine di carri armati, potevano solo cercare di mantenere una linea difensiva intorno ad Argentan. Inoltre erano presenti crescenti segni di disgregazione e demoralizzazione, tra i reparti; gli sbandati erano in costante aumento e anche le divisioni corazzate migliori, comprese le Waffen SS, dimostravano minore spirito combattivo. Il feldmaresciallo von Kluge era consapevole della situazione; egli era ormai deciso ad ordinare una ritirata generale delle truppe per evitare un accerchiamento definitivo; il pomeriggio del 14 agosto lasciò il suo quartier generale nel castello di La Roche-Guyon e arrivò in un primo tempo al quartier generale del generale Josef Dietrich passato al comando della 5. Panzerarmee generale Dietrich nel castello di Fontaine l'Abbé, a est di Bernay. Egli intendeva addentrarsi il giorno seguente verso ovest per incontrarsi personalmente con i generali Hausser e Eberbach per concordare un piano d'azione.

### Gli attacchi canadesi e polacchi da nord

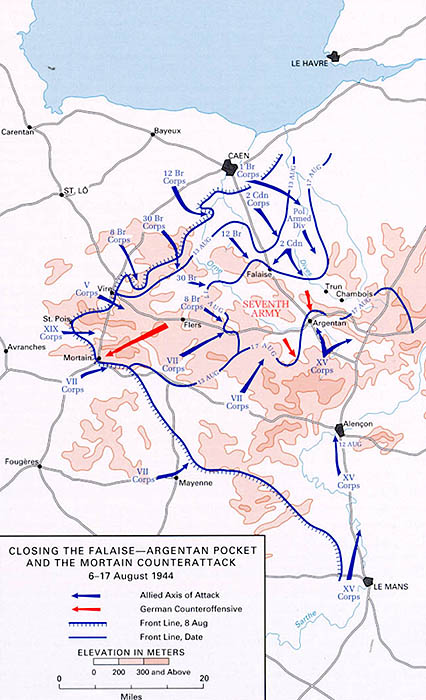
La sacca di Falaise

Dopo il fallimento dell'operazione Totalize il 9 agosto, il generale Montgomery aveva specificato nella sua direttiva n. 518 diramata l'11 agosto che, mentre le forze americane del generale Patton sarebbero avanzate da sud verso Argentan, le truppe alleate della 1ª Armata canadese avrebbero dovuto riprendere al più presto i loro attacchi, conquistare finalmente Falaise e chiudere la sacca discendendo rapidamente da nord. A causa di difficoltà organizzative tuttavia la 1ª Armata canadese del generale Crerar non fu in grado di attaccare prima del 14 agosto quando il II Corpo d'armata canadese del generale Guy Simonds diede inizio alla nuova offensiva, denominata operazione Tractable, lungo la strada maestra Caen-Falaise. Si prevedeva di attaccare impegnando in prima linea forti contingenti di carri armati schierati in masse compatte, mascherati da estese cortine fumogene e precedute da un nuovo, potente attacco aereo. Dopo il bombardamento i canadesi sarebbero avanzati in due colonne; a sinistra della strada la 4ª Divisione corazzata canadese; sulla destra, direttamente verso Falaise, la 3ª Divisione fanteria canadese e la 4ª Brigata corazzata. Il generale Montgomery tuttavia non impegnò tutte le sue forze principali sulla direttrice di Falaise, la 7ª Divisione corazzata britannica ricevette infatti ordine di avanzare verso est in direzione di Lisieux, mentre la combattiva 1ª Divisione corazzata polacca avrebbe dovuto allargarsi sul fianco sinistro dei canadesi fino a raggiungere Trun; è possibile che il generale britannico dubitasse della riuscita della manovra canadese e che ritesse ancora preferibile tentare di chiudere l'accerchiamento a ovest della Senna.

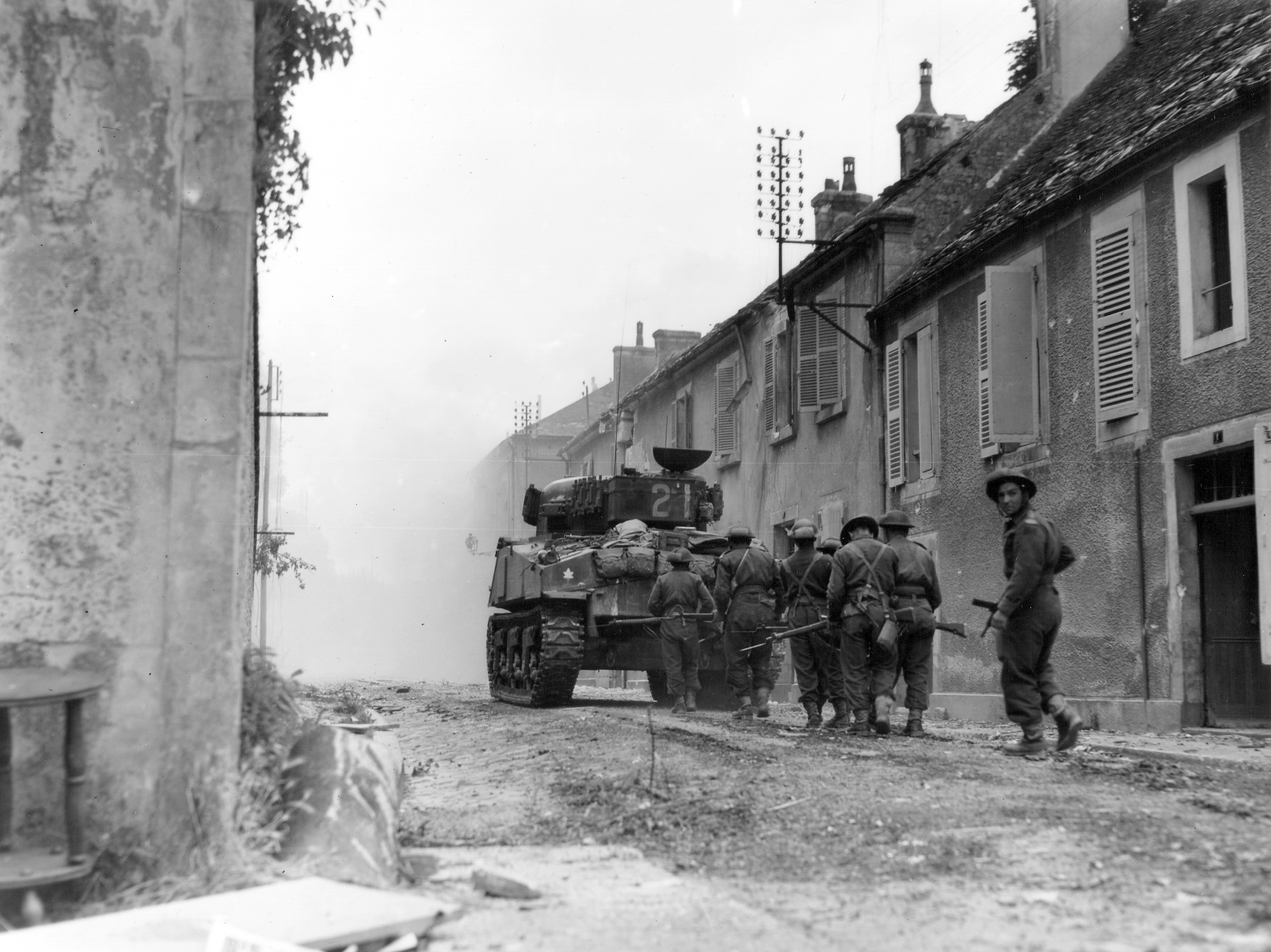
Truppe canadesi a Falaise.

Il generale Josef Dietrich, comandante della 5. Panzerarmee, difendeva il settore a nord di Falaise con la 85ª e 89ª Divisione fanteria in prima linea che erano supportate dagli elementi superstiti della 12. SS "Hitlerjugend" del generale Kurt Meyer e dagli ultimi carri pesanti Panzer VI Tiger I del 101º battaglione corazzato pesante SS che durante l'operazione Totalize aveva subito forti perdite tra cui il famoso capitano Michael Wittmann rimasto ucciso nell'esplosione del suo carro. I tedeschi erano informati sull'attacco imminente; la notte precedente erano stati recuperati all'interno di un automezzo canadese importanti documenti con il piano dettagliato alleato; quindi le unità della "Hitlerjugend" erano state fatte avanzare per rafforzare le difese.
L'operazione Tractable iniziò alle ore 11 del 14 agosto con un primo bombardamento aereo sferrato da oltre 100 bombardieri medi americani che colpirono le linee tedesche tra Assy e Rouvres; alle ore 14 venne lanciato un attacco molto più violento con oltre 800 bombardieri pesanti britannici che sganciarono 3 500 tonnellate di bombe tra le Quesnoy e Potigny con effetti devastanti anche se alcuni reparti canadesi e polacchi furono colpite per errore e subirono 391 perdite. Alle ore 11.45 era cominciato l'attacco terrestre preceduto dal tiro dell'artiglieria e dall'impiego di estese cortine fumogene.

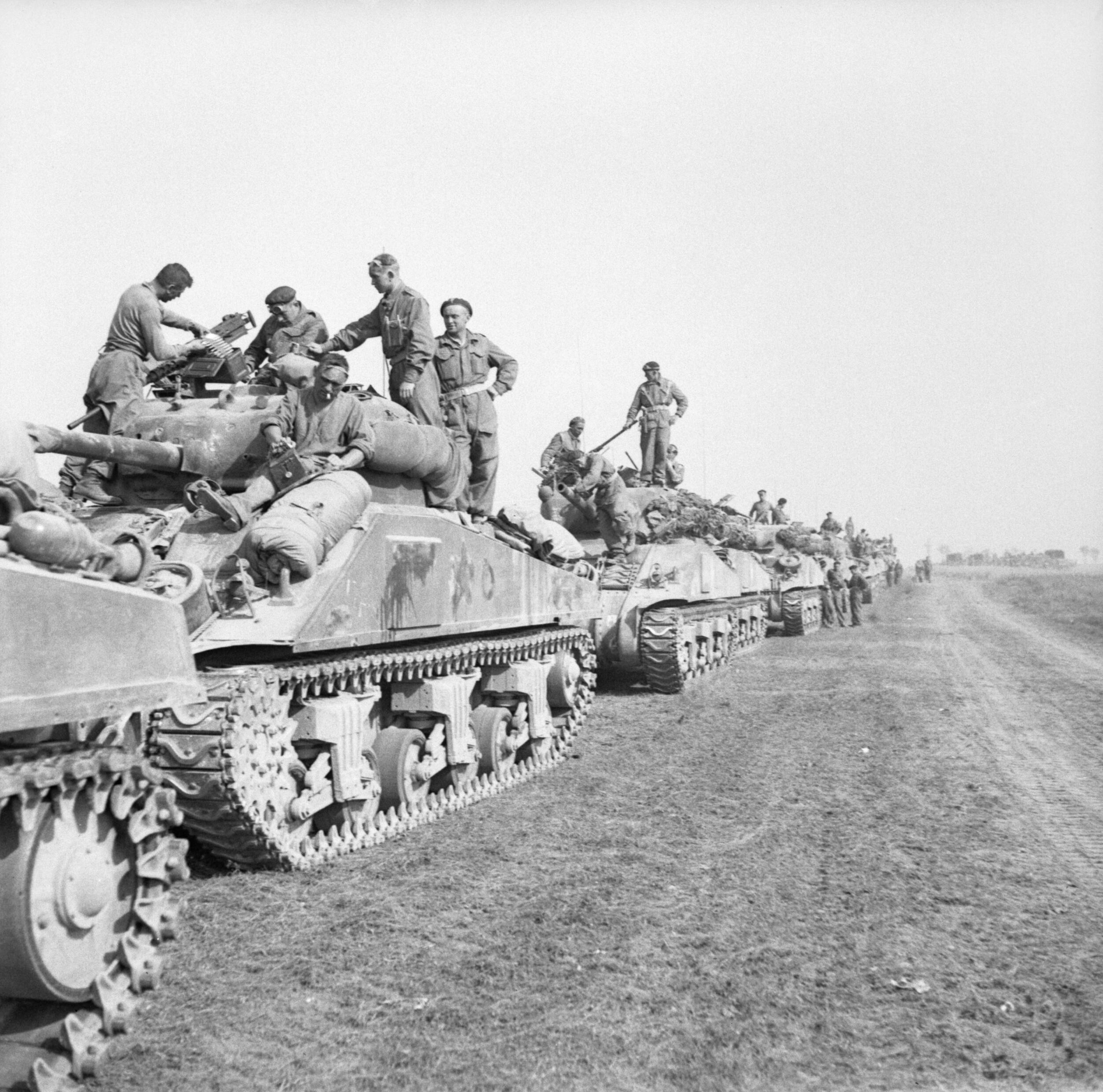
Colonna di carri M4 Sherman della 1 Dywizja Pancerna, la 1ª Divisione corazzata polacca, durante l'avanzata su Falaise.

L'85ª Divisione fanteria tedesca aveva subito ingenti perdite e non fu in grado di contrastare a lungo l'attacco dei canadesi della 3ª Divisione fanteria e della 4ª Divisione corazzata che riuscirono ad attraversare il fiume Laizon a Rouvres e catturarono circa 1 000 prigionieri. Nonostante questi primi successi tuttavia alla fine della giornata del 14 agosto i blindati canadesi erano ancora a cinque chilometri da Falaise e il 15 agosto dovettero combattere aspramente contro elementi della 12. SS "Hitlerjugend"; la fanteria canadese incontrò una dure resistenza a Versainville mentre la 4ª Divisione corazzata venne arrestata temporaneamente a Épernay. I polacchi della 1 Dywizja Pancerna del generale Stanisław Maczek invece raggiunsero importanti risultati tattici; l'avanzata venne guidata dal 10º reggimento di cavalleria corazzata e proseguì rapidamente in un settore delle difese tedesche meno fortemente presidiato e carente di cannoni da 88 mm; il 15 agosto i mezzi corazzati polacchi raggiunsero e superarono il fiume Dives a Jort.
Durante la notte del 16 agosto i reparti di testa polacchi avanzarono lungo la strada di Trun, mentre al mattino i canadesi ripresero gli attacchi verso Falaise; reparti della 2ª Divisione fanteria giunsero a un chilometro a nord della città sempre fortemente contrastati dai superstiti della 12. SS "Hitlerjugend". Durante la giornata del 16 agosto la 4ª Divisione corazzata canadese raggiunse le cittadine di Damblainville e Morteaux-Coulibœuf, ma, a causa di ritardi logistici e di errori tattici, i mezzi corazzati canadesi non portarono aiuto ai polacchi che furono arrestati a dodici chilometri da Trun. 

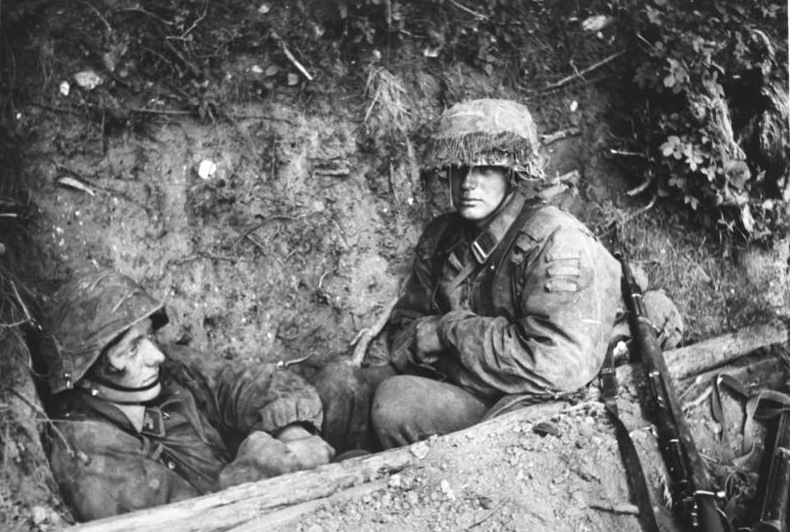
Due soldati tedeschi delle Waffen-SS.

Il generale Montgmery inoltre sembrò ancora esitare; non rinforzò la 1ª Divisione corazzata polacca con i reparti meccanizzati britannici e sembrò ancora deciso ad organizzare un accerchiamento a largo raggio sulla Senna; infine prese la decisione finale di chiudere subito la sacca tra Trun e Chambois ordinando agli americani del generale Haislip di riprendere ad avanzare da sud. In realtà una parte del XV corpo d'armata statunitense era già partito verso est e non si trovava più ad Argentan dove erano rimasti solo la 2e division blindée francese e due divisioni di fanteria che la notte del 16 agosto il generale Bradley trasferì sotto il controllo del V corpo d'armata del generale Gerow.
I tedeschi delle Waffen-SS opposero ancora forte resistenza il 16 e 17 agosto nei boschi a nord di Falaise. La città venne raggiunta dai canadesi della 2ª Divisione fanteria il 17 agosto ma dovette essere conquistata con sfibranti e sanguinosi combattimenti urbani contro i reparti della 12. SS "Hitlerjugend". I canadesi, appoggiati da carri pesanti, riuscirono a conquistare gran parte di Falaise, ormai completamente in rovina, entro il 18 agosto, ma piccoli nuclei di SS erano ancora attivi e si difesero aspramente fino all'ultimo. Un gruppo di sessanta soldati della 12. SS si barricò all'interno della École supérieure e continuò a resistere per altri tre giorni fino all'annientamento completo; solo quattro superstiti feriti sopravvissero.
Mentre si combattevano le fasi finali della battaglia per Falaise, il 17 agosto il generale Montgomery aveva sollecitato il capo di stato maggiore della 1ª Armata canadese ad accelerare le operazioni e raggiungere "a qualsiasi prezzo" nel più breve tempo possibile Trun e Chambois, mentre il generale Bradley lo stesso giorno aveva ordinato al generale Gerow di riprendere la pressione da sud. Il II corpo d'armata canadese del generale Simmonds continuò quindi l'offensiva con la 1ª Divisione corazzata polacca del generale Maczek sul fianco sinistro e la 4ª Divisione corazzata canadese del generale George Kitching sull'ala destra; entro il 17 agosto il fiume Dives venne superato anche a Morteuax e le avanguardie giunsero alla periferia di Trun riducendo ancora il varco di uscita dalla sacca rimasto disponibile per la ritirata tedesca.

### Ritirata tedesca e chiusura della sacca

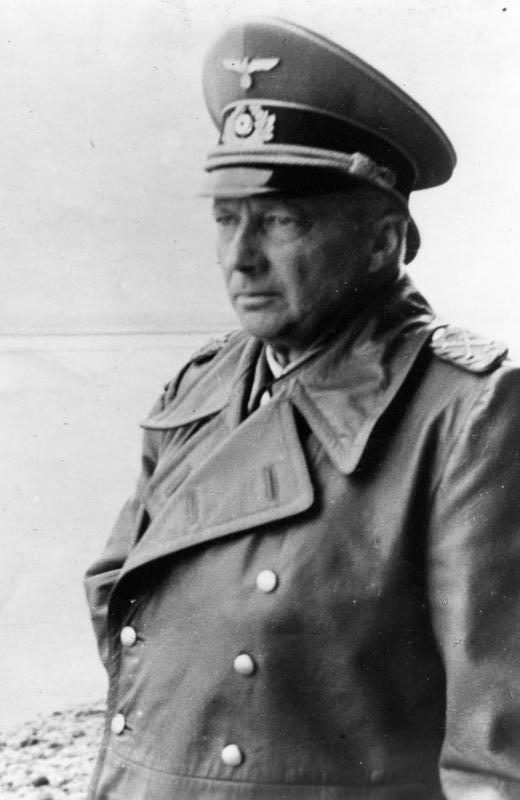
Il feldmaresciallo Günther von Kluge.

La mattina del 15 agosto alle ore 5.30, il feldmaresciallo von Kluge, dopo aver passato la notte a Meulles, posto di comando del generale Dietrich, era partito in auto per raggiungere Nécy dove si trovava il quartier generale del generale Eberbach per valutare direttamente sul posto la disastrosa situazione delle sue truppe. Nel corso della giornata tuttavia non si ebbero più notizie del comandante in capo tedesco dell'ovest. Fu impossibile entrare in comunicazione diretta e le ricerche nell'area della sacca non diedero risultato. A Rastenburg Adolf Hitler mostrò grande nervosismo; egli sospettava una defezione del feldmaresciallo von Kluge, già sospettato di aver aderito alla cospirazione del 20 luglio; il comandante in capo, secondo lui, si era recato in prima linea per cercare di entrare in contatto con il comando alleato e trattare una capitolazione generale dell'esercito. In seguito il Führer avrebbe definito il 15 agosto 1944 il "giorno più nero della mia vita". Nel pomeriggio Hitler, estremamente preoccupato e temendo una defezione, decise di prendere misure radicali senza attendere ancora; il generale Hausser ricevette il comando provvisorio del Gruppo d'armate B, mentre il feldmaresciallo von Kluge sarebbe stato destituito. Dopo aver considerato la possibilità di sostituirlo con il feldmaresciallo Albert Kesselring, Hitler decise infine di richiamare dal fronte orientale il feldmaresciallo Walter Model e affidargli il comando dell'OB West.
Alle ore 24 il feldmaresciallo finalmente comparve al quartier generale del generale Eberbach; egli, esausto e demoralizzato, riferì che, a causa di un attacco aereo nemico, la sua auto e i suoi mezzi di comunicazione erano stati distrutti, aveva rischiato di essere ucciso dal fuoco nemico e aveva trascorso molte ore nascosto in un campo di grano; dopo aver recuperato fortunosamente un automezzo, era riuscito a raggiungere Nécy. Hitler diede scarso credito a questa ricostruzione dei fatti; in un primo momento, appreso della ricomparsa del feldmaresciallo von Kluge, egli ordinò che uscisse immediatamente dall'area della sacca e si recasse al posto di comando del generale Dietrich. Il feldmaresciallo quindi ritornò a Meulles da dove entrò in comunicazione telefonica con il generale Alfred Jodl al quale fece una descrizione drammatica della situazione delle truppe tedesche in fase di disgregazione all'interno della sacca. Il generale Jodl affermò che era probabile che Hitler avrebbe ordinato la ritirata, ma non sembrò molto impressionato dal racconto del feldmaresciallo von Kluge, a cui non comunicò la sua imminente destituzione.

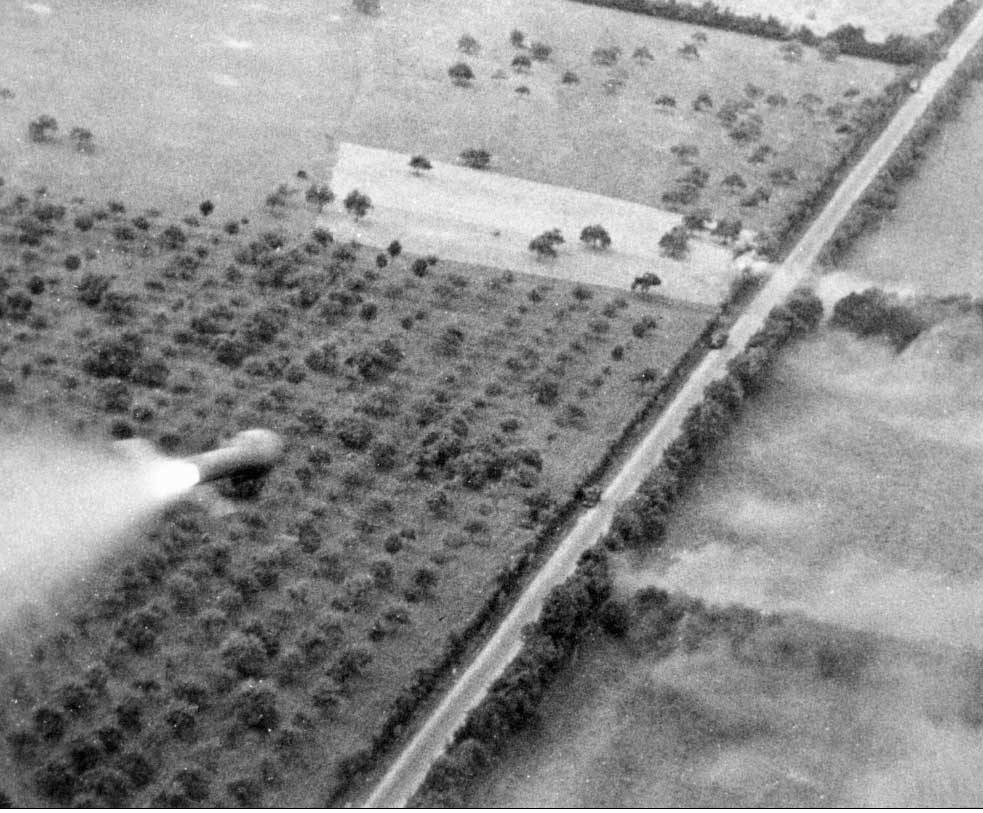
Attacco aereo con razzi da parte di cacciabombardieri alleati contro i reparti tedeschi lungo le strade della Normandia.

Il feldmaresciallo von Kluge non attese l'autorizzazione formale di Hitler e, estremamente preoccupato, decise di iniziare la ritirata generale del Gruppo d'armate B a partire dalla notte del 16-17 agosto; in quel momento sette corpi d'armata tedeschi erano ormai serrati in uno spazio ristretto di cinquanta chilometri di lunghezza e venti di larghezza tra Flers e il fiume Dives in condizioni sempre più precarie, sotto gli attacchi aerei alleati e con gravi carenze di rifornimento. La manovra di ritirata prevedeva che la 7ª Armata del generale Hausser in una prima fase ripiegasse a est del fiume Orne attraverso i ponti di Putange, mentre la 5. Panzerarmee del generale Dietrich avrebbe dovuto proteggere il lato settentrionale della sacca e il 58° Panzer-Korps avrebbe controllato i ponti sull'Orne; il Panzergruppe Eberbach venne incaricato di inviare subito due divisioni verso Vimoutiers per mantenere aperto il varco di uscita della sacca. La ritirata tedesca iniziò con grande difficoltà durante la notte, molti veicoli motorizzati privi di carburante e l'equipaggiamento pesante dovettero essere abbandonati, la marcia si effettuò lentamente attraverso strade ostruite dai resti distrutti della battaglia con la continua minaccia del fuoco dell'artiglieria e degli aerei alleati. Il feldmaresciallo von Kluge cercò ancora di controllare la situazione; un piccolo numero di aerei tedeschi vennero inviati nella sacca per consegnare alle colonne in ritirata carburante e munizioni per continuare a combattere, inoltre la sera del 16 agosto elementi della 2. SS "Das Reich" e della 116. Panzer-Division contrattaccarono la 90ª Divisione fanteria americana a Bourg-Saint-Léonard, nel lato sud della sacca, e occuparono le alture. Entro la notte del 17 agosto la 7ª Armata riuscì a ripiegare con un certo ordine ad est dell'Orne, mentre il 2° Panzer-Korps SS del generale Bittrich uscì fuori dalla sacca attraverso Vimoutiers con la 9. SS Panzer-Division "Hohenstaufen" e una parte della 2. SS "Das Reich".
Al mattino del 17 agosto giunse improvvisamente senza preavviso al quartier generale di Meulles il feldmaresciallo Walter Model per assumere il comando supremo; egli comunicò che Hitler approvava l'ordine di ritirata generale poì consegnò al feldmaresciallo von Kluge la lettera del Führer che lo destituiva dal comando e lo invitava a rientrare in patria. Il feldmaresciallo von Kluge sembrò accettare con calma e rassegnazione le decisioni di Hitler, ma, dopo aver scritto una lettera in cui cercava di difendere il suo operato in Normandia, ribadiva la sua fedeltà a Hitler e lo invitava a cercare di concludere la guerra, durante il viaggio di rientro in auto si suicidò vicino a Metz, verosimilmente per evitare una probabile messa in stato di accusa per i suoi legami con i cospiratori del 20 luglio e i sospetti su un suo tentativo di entrare in trattative con il nemico il 15 agosto. Peraltro, non esiste alcuna documentazione di fonte alleate che dimostri che il feldmaresciallo abbia tentato effettivamente di entrare in contatto con gli anglo-americani per arrendersi.
Il feldmaresciallo Walter Model era un comandante di grande coraggio personale, estrema risolutezza e totale fedeltà ad Hitler, ma neppure lui fu in grado di cambiare l'esito della battaglia ed evitare la sconfitta tedesca in Normandia. La situazione dei tedeschi nella sacca era drammatica; il 18 agosto, i resti di quindici divisioni con oltre 100 000 soldati erano ammassati in uno spazio di trenta chilometri di larghezza e diciotto di lunghezza sotto la crescente pressione nemica lungo tutti i lati del perimetro. Si profilava il rischio di una resa generale e di una "Stalingrado in Normandia".

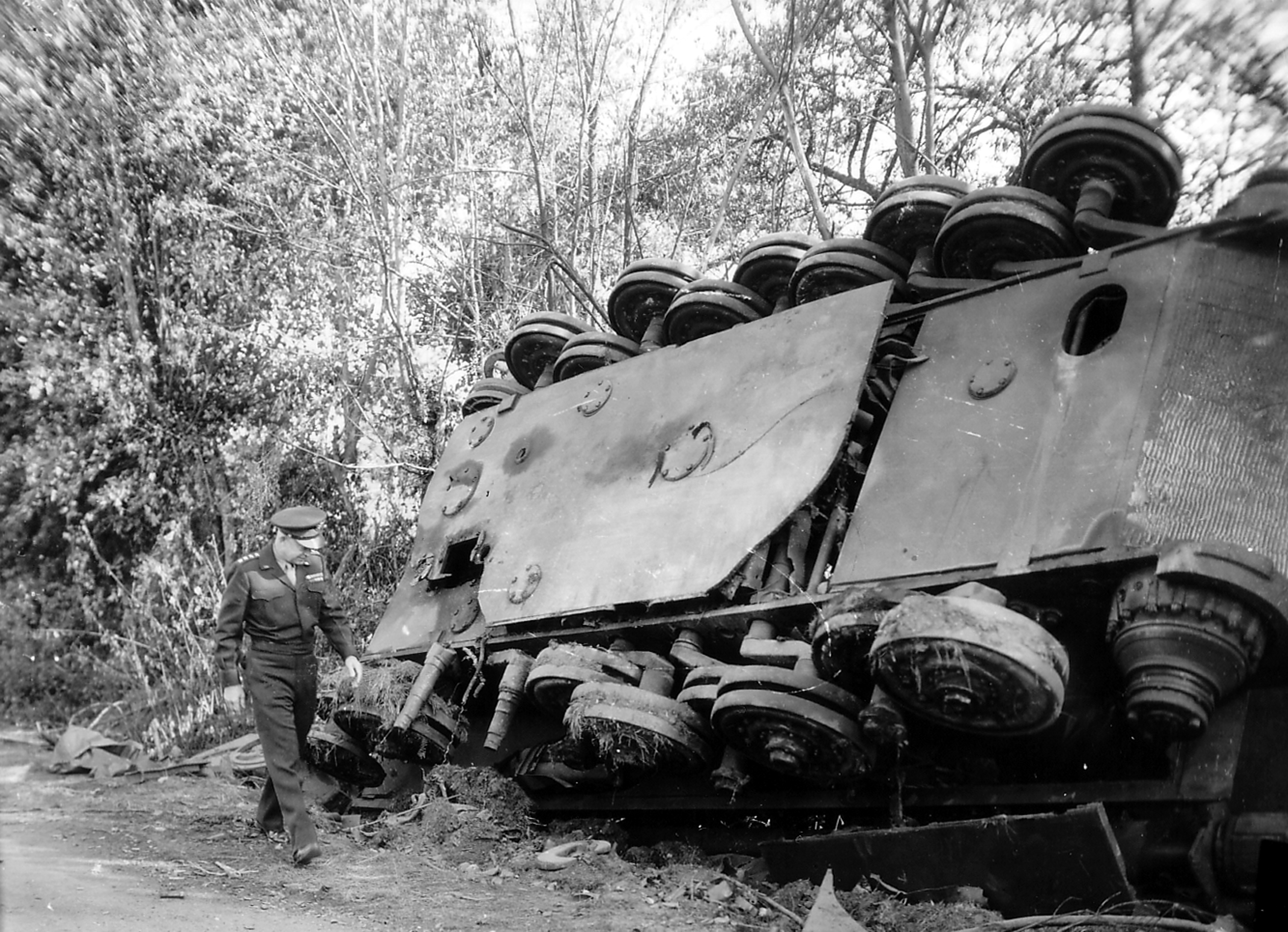
Il generale Dwight Eisenhower a Chambois, con a fianco un carro tedesco Tiger II ribaltato

L'alto comando alleato finalmente aveva rimesso in movimento le sue armate per chiudere definitivamente la sacca ma la manovra non ebbe pieno successo; la sera del 18 agosto l'accerchiamento non era ancora concluso, nonostante gli attacchi da nord della 4ª Divisione corazzata canadese in direzione del villaggio Saint-Lambert-sur-Dive, mentre da sud reparti americani erano all'attacco in direzione di Le Bourg-Saint-Léonard. I tedeschi opposero ancora forte resistenza; a Falaise gli ultimi soldati SS della Hitlerjugend si difesero fino all'ultimo uomo, e nel frattempo molti reparti riuscirono a uscire dalla sacca attraversando il Dives tra le cittadine di Trun e Chambois. La battaglia nell'area della sacca si svolgeva su un terreno in parte boscoso, cosparso di resti di mezzi ed equipaggiamenti tedeschi, in un ambiente caratterizzato dal fumo degli incendi, dai villaggi in rovina e dal fetore delle carcasse di uomini e animali.

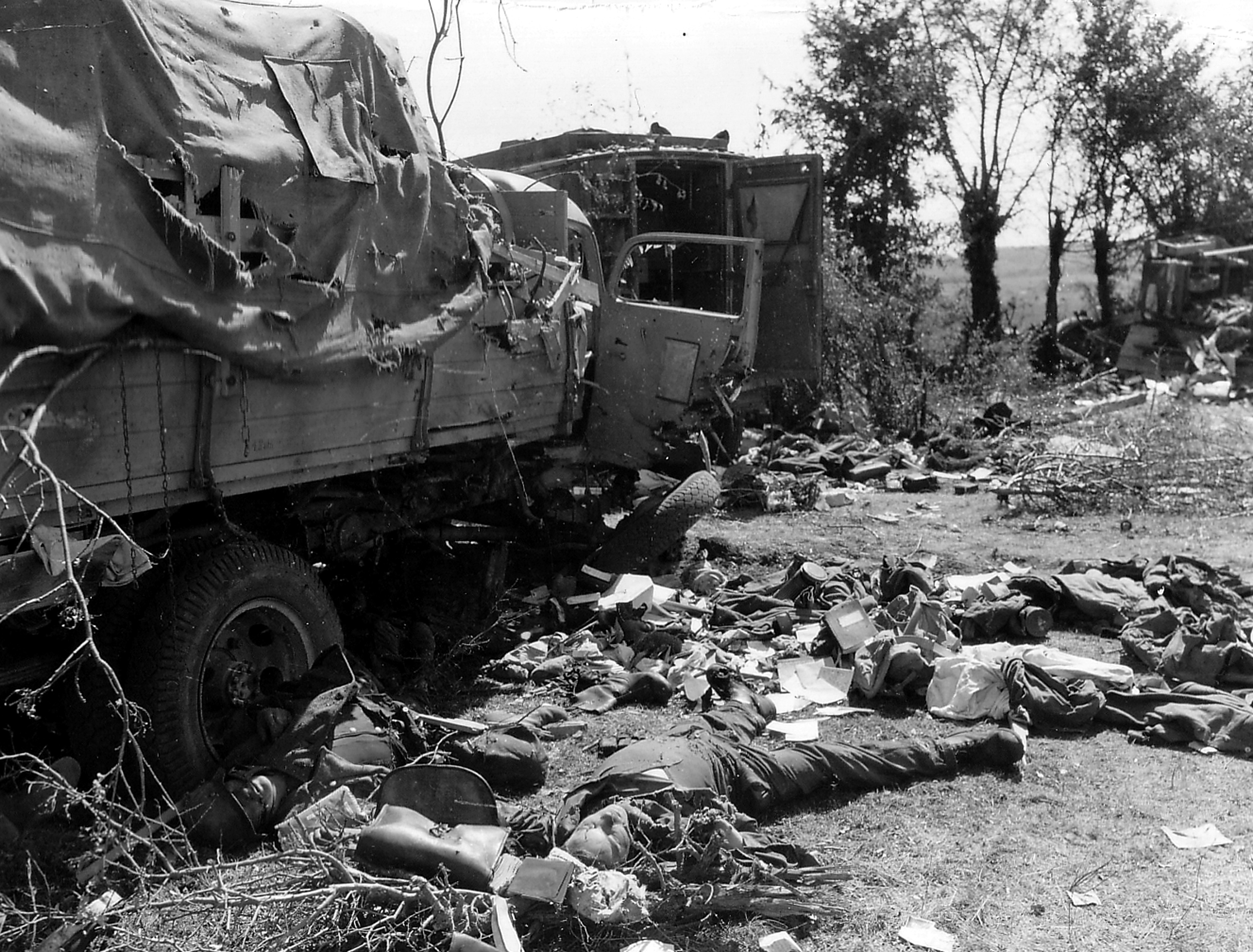
Veicoli distrutti e corpi di soldati tedeschi giacciono sulla strada nei pressi di Chambois. Il loro convoglio venne distrutto da un attacco aereo e dall'artiglieria alleata

Il 19 agosto gli alleati riuscirono finalmente, dopo combattimenti accaniti, a chiudere l'ultimo varco: la 1 Dywizja Pancerna polacca raggiunse e conquistò la Collina 262 di Mont-Ormel ad est dei canadesi, dove venne raggiunta alla fine della giornata dai reparti americani della 90ª Divisione fanteria che si erano aperti la strada da Chambois con i mezzi pesanti attraversando i campi pieni di macerie e rottami. La sacca venne quindi chiusa, ma con almeno cinque giorni di ritardo e dopo che più di 60 000 soldati tedeschi erano già riusciti ad uscire dalla trappola; inoltre, i polacchi persero in parte il collegamento con i canadesi mentre le forze aeree alleate ridussero i loro interventi a causa della comparsa del maltempo con pioggia insistente. Circa 50 000 soldati tedeschi, in parte sbandati e disorganizzati, si trovavano ancora nella sacca, compresa in un territorio lungo circa dieci chilometri tra la ferrovia di Caen e il fiume Dives, e largo circa dodici chilometri tra la linea Nécy-Crouy a nord e la linea Argentan-Chambois a sud; tra le truppe nella sacca c'erano ancora molti alti ufficiali tra cui gli stati maggiori della 7ª Armata, di quattro corpi d'armata e di circa dieci divisioni. Queste forze tedesche erano in parte disgregate ma nel complesso non avevano intenzione di cedere le armi e al contrario erano decise a cercare di rompere l'accerchiamento. La sera del 18 agosto gli alti comandi tedeschi dentro la sacca presero la decisione di organizzare la sortita finale della 7ª Armata attraverso Vimoutiers che sarebbe stata appoggiata da un contrattacco dall'esterno della sacca da parte dei resti del II SS-Panzerkorps del generale Bittrich che era già in precedenza uscito dalla trappola.
La sortita delle divisioni tedesche accerchiate ebbe inizio nella notte del 19-20 agosto, mentre il II SS-Panzerkorps al mattino del 20 agosto sferrò l'attacco dall'esterno con i resti della 2. Panzer-Division SS "Das Reich" e della 9. Panzer-Division SS "Hohenstaufen"; il generale Bittrich poté far entrare in azione solo tre battaglioni di fanteria e circa venti carri armati che riuscirono a conquistare la quota a nord di Coudehard. Nel frattempo all'interno della sacca le truppe tedesche si erano messe in movimento divise in due colonne al comando dell'energico generale Eugen Meindl che intendeva sfondare l'anello d'accerchiamento con la 3ª Divisione paracadutisti e i resti della 12. Panzer-Division SS "Hitlerjugend" e della 1. Panzer-Division SS "Leibstandarte". Il generale Hausser marciava al centro delle colonne, insieme agli ufficiali dello stato maggiore della 7ª Armata. Le colonne tedesche nella notte riuscirono a superare fortunosamente a guado il fiume Dives, sfuggendo all'osservazione dei carri armati alleati, e procedettero verso il monte Ormel occupato dai polacchi. Il generale Meindl fece aggirare la collina per proseguire verso Coudehard; nel frattempo l'altra colonna tedesca, guidata dal colonnello Blauensteiner, aveva a sua volta raggiunto questa località e attaccato le posizioni dei polacchi; l'attacco non ebbe successo e i paracadutisti dovettero fermarsi sotto il fuoco nemico per molte ore e poi sganciarsi verso sud in direzione di Orville.

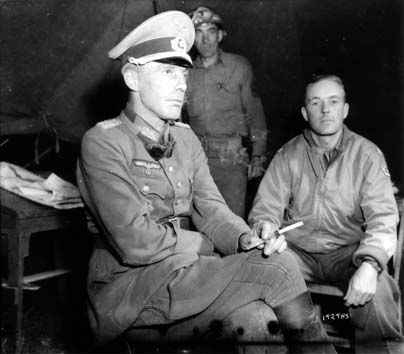
Il generale Otto Elfeldt, l'ufficiale tedesco più alto in grado catturato dagli alleati nella sacca di Falaise.

Nel pomeriggio il generale Meindl, dopo aver rischiato di cadere prigioniero dei polacchi, riuscì a raggruppare i superstiti di due reggimenti paracadutisti e tre carri armati della SS "Das Reich" e fece un tentativo di aprire un varco a est di Coudehard; la manovra ebbe parziale successo e, attraverso una via di uscita larga circa 2-3 chilometri, fino alle ore 5 del mattino passarono circa quattromila soldati della 3ª Divisione paracadutisti, oltre ad alcuni autocarri contrassegnati dalla Croce Rossa con molti feriti. Il generale Hausser, gravemente ferito al viso, riuscì a passare, insieme agli ufficiali dello stato maggiore della 7. Armee, con questo gruppo, trasportato su un mezzo corazzato della SS "Leibstandarte". Nella notte il generale Meindl, dopo aver constatato che nessun altro superstite della sua colonna era rimasto, fece evacuare le ultime posizioni e, sotto la pioggia, proseguì a piedi fuori dalla sacca insieme a un piccolo gruppo di soldati, mentre le truppe canadesi ripresero gli attacchi e chiusero definitivamente il varco. 
Contemporaneamente al gruppo guidato dai generali Meindl e Hausser, altri colonne di truppe tedesche cercarono di uscire dalla sacca, muovendo principalmente a piedi lungo strade secondarie per evitare gli sbarramenti alleati; in questo modo il 20 agosto, dopo scontri confusi e drammatici con le truppe alleate, vicino al villaggio di Saint-Lambert riuscirono a passare, attraverso un secondo varco nell'anello d'accerchiamento, il gruppo guidato dal generale von Gersdorff e i resti della 2. Panzer-Division, con il suo comandante generale von Lüttwitz, e della 116. Panzer-Division. Un ultimo raggruppamento, costituito dai pochi soldati della SS "Hitlerjugend" guidati dal generale Kurt Meyer e dal maggiore Brinkmann, riuscì a sfuggire dalla trappola, attraversando il Dives a nuoto e proseguendo attraverso le siepi dopo aver abbandonato tutto l'equipaggiamento.
La battaglia nella sacca di Falaise ebbe termine il 21 agosto con la fine della resistenza delle ultime truppe tedesche rimaste nella trappola. Gli alleati catturarono nel complesso circa 50 000 prigionieri, tra cui tre generali, compreso il generale Otto Elfeldt, comandante del LXXXIV Corpo d'armata, ma la maggior parte degli alti ufficiali tedeschi riuscì a sfuggire insieme a circa 20 000 soldati, venti mezzi corazzati e sessanta cannoni. Nella sacca i tedeschi ebbero anche circa 10 000 morti e feriti, mentre la gran parte delle armi e degli equipaggiamenti fu distrutta o abbandonata; alcune divisioni alleate catturarono grandi quantità di mezzi corazzati, pezzi d'artiglieria e automezzi; sul campo di battaglia, in un terreno paludo e boscoso, rimasero migliaia di cadaveri di uomini e animali e centinaia di pezzi di equipaggiamento tedeschi.

## Bilancio e conclusione
I sanguinosi combattimenti nella sacca di Falaise conclusero la battaglia di Normandia con la schiacciante vittoria degli eserciti alleati, nonostante la parziale delusione costituita dalla mancata chiusura dell'accerchiamento delle forze tedesche. Il trionfo, quindi, dal punto di vista militare non fu totale e circa la metà delle truppe del Gruppo d'armate B nella sacca di Falaise riuscì a sfuggire alla trappola e, tra loro, la maggior parte degli alti ufficiali e dei quadri di comando, insieme a buona parte dei soldati tedeschi più esperti. Dal punto di vista materiale, invece, le perdite tedesche di armamenti pesanti ed equipaggiamenti furono disastrose e quasi totali; i reparti della Wehrmacht usciti dalla sacca dovettero abbandonare quasi completamente i mezzi motorizzati e salvarono solo pochissimi mezzi corazzati. Le Panzerdivision, comprese le unità SS, riuscirono a portare in salvo una parte degli effettivi, ma persero moltissimo materiale e rimasero praticamente privi di carri armati e quindi incapaci di riprendere il combattimento per impedire lo sfruttamento del successo alleato. 

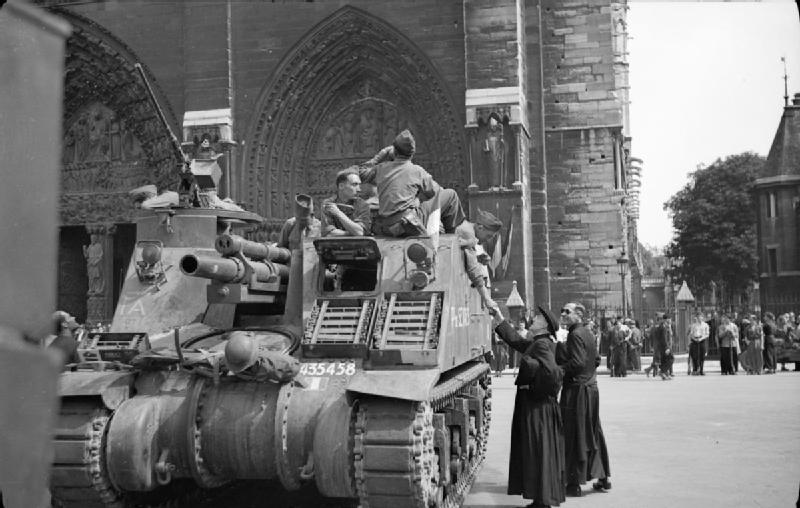
Artiglieria semovente francese della 2e divisione blindée davanti alla cattedrale di Notre-Dame a Parigi il 26 agosto 1944

Nella sacca di Falaise gli Alleati raccolsero un grande bottino di guerra, tra cui 567 mezzi corazzati, 950 pezzi d'artiglieria e 7 000 veicoli distrutti o abbandonati dalle truppe tedesche in ritirata; la maggior parte delle divisioni della 7. Armee e della 5. Panzerarmee vennero distrutte nell'ultima scontro della battaglia di Normandia e in particolare almeno otto Panzerdivision, tra cui le migliori unità Waffen-SS, uscirono decimate dalla sacca. In totale furono salvati solo 70 mezzi corazzati, 36 cannoni e gli effettivi di circa quattordici battaglioni di fanteria. Nonostante le enormi perdite, tuttavia, questi supertiti delle divisioni meccanizzate veterane della Wehrmacht continuarono a combattere e avrebbero costituito il nucleo del nuovo esercito organizzato da Hitler per il Fronte occidentale e che avrebbe poi sferrato l'offensiva delle Ardenne.
Nonostante i propositi di rivincita di Hitler, tuttavia, per il momento la disfatta a Falaise segnò la sconfitta definitiva della Germania in Francia; il feldmaresciallo Model era riuscito a salvare una parte delle truppe e dei comandi, ma aveva subito chiarito che, in assenza di ingenti rinforzi (egli richiedeva trenta divisioni, tra cui nove Panzerdivision), sarebbe stato impossibile fermare l'avanzata alleata. Non essendo assolutamente disponibili forze così numerose, mentre la Wehrmacht subiva continue catastrofiche sconfitte anche sul Fronte orientale, per i tedeschi fu impossibile organizzare linee difensive a sud della Senna. In pochi giorni, quindi, le forze meccanizzate alleate, estremamente mobili e con il totale dominio del cielo, dilagarono in Francia e Belgio quasi senza trovare resistenza, in collaborazione con le truppe sbarcate in Provenza. Il 24 agosto 1944 le truppe franco-americane entrarono facilmente a Parigi che, nonostante gli ordini di Hitler, venne lasciata praticamente indifesa dalla Wehrmacht, concludendo con questa prestigiosa vittoria la battaglia di Normandia. 
La guerra sul Fronte occidentale non era tuttavia finita ed entro poche settimane la Wehrmacht avrebbe dimostrato inattese capacità di ripresa e resistenza, respingendo l'audace attacco aviotrasportato alleato dell'operazione Market-Garden e stabilizzando il fronte sulla linea Sigfrido.

## Videogiochi
La "Sacca" appare nei videogiochi Call of Duty 3, Company of Heroes (nel ruolo delle forze americane che accerchiano i tedeschi), Company of Heroes: Tales of Valor (nel ruolo dei tedeschi che cercano di sfuggire all'accerchiamento alleato) e nel modulo di espansione Commonwealth Forces del videogioco della Battlefront, Combat Mission: Battle for Normandy.